# Ronde van Catalonië 2013
De 93e editie van de wielerkoers Ronde van Catalonië (Catalaans: Volta a Catalunya) werd van 18 tot en met 24 maart verreden in de autonome regio Catalonië in Spanje. De Ronde van Catalonië 2013 maakte deel uit van de UCI World Tour 2013 en de Zwitser Michael Albasini was de titelverdediger, maar de Ier Daniel Martin won deze editie.

## Deelnemende ploegen
Alle negentien UCI World Tour ploegen hebben het recht en de plicht om deel te nemen aan de Ronde van Catalonië 2013. Daarnaast heeft de organisatie nog drie wildcards uitgedeeld aan Caja Rural, Cofidis en Sojasun.
| 19 UCI World Tour-ploegen | 19 UCI World Tour-ploegen | 19 UCI World Tour-ploegen | 3 wildcards |
| ------------------------- | ------------------------- | ------------------------- | ----------- |
| AG2R-La Mondiale          | FDJ                       | Omega Pharma-Quick Step   | Caja Rural  |
| Argos-Shimano             | Team Garmin-Sharp         | Orica-GreenEdge           | Cofidis     |
| Astana Pro Team           | Lampre-Merida             | RadioShack-Leopard        | Sojasun     |
| Blanco Pro Cycling        | Lotto-Belisol             | Saxo-Tinkoff              |             |
| BMC Racing Team           | Katjoesja Team            | Sky ProCycling            |             |
| Cannondale Pro Cycling    | Team Movistar             | Vacansoleil-DCM           |             |
| Euskaltel-Euskadi         |                           |                           |             |

## Etappeoverzicht
| Etappe | Datum    | Start - Aankomst                                | Afstand  | Type      | Winnaar           | Ploeg                  | Klassementsleider  |
| ------ | -------- | ----------------------------------------------- | -------- | --------- | ----------------- | ---------------------- | ------------------ |
| 1e     | 18 maart | Calella - Calella                               | 159,3 km | Heuvelrit | Gianni Meersman   | Omega Pharma-Quickstep | Gianni Meersman    |
| 2e     | 19 maart | Girona - Banyoles                               | 160,7 km | Heuvelrit | Gianni Meersman   | Omega Pharma-Quickstep | Gianni Meersman    |
| 3e     | 20 maart | Vidreres - Vallter 2000                         | 180,1 km | Bergrit   | Nairo Quintana    | Team Movistar          | Alejandro Valverde |
| 4e     | 21 maart | Llanars - Port Ainé (skistation) Port del Canto | 217,7 km | Bergrit   | Daniel Martin     | Team Garmin-Sharp      | Daniel Martin      |
| 5e     | 22 maart | Rialp - Lleida                                  | 156,5 km | Heuvelrit | François Parisien | Argos-Shimano          | Daniel Martin      |
| 6e     | 23 maart | Almacelles - Valls                              | 178,7 km | Heuvelrit | Simon Gerrans     | Orica-GreenEdge        | Daniel Martin      |
| 7e     | 24 maart | El Vendrell - Barcelona                         | 122,2 km | Heuvelrit | Thomas De Gendt   | Vacansoleil            | Daniel Martin      |

## Klassementen
| Etappe      | Algemeen klassement | Bergklassement    | Puntenklassement | Ploegenklassement |
| 1           | Gianni Meersman     | Cristiano Salerno | Christian Meier  | Sky ProCycling    |
| 2           | Gianni Meersman     | Cristiano Salerno | Christian Meier  | Sky ProCycling    |
| 3           | Alejandro Valverde  | Cristiano Salerno | Christian Meier  | Sky ProCycling    |
| 4           | Daniel Martin       | Cristiano Salerno | Christian Meier  | Team Garmin-Sharp |
| 5           | Daniel Martin       | Cristiano Salerno | Christian Meier  | Team Garmin-Sharp |
| 6           | Daniel Martin       | Cristiano Salerno | Christian Meier  | Team Garmin-Sharp |
| 7           | Daniel Martin       | Cristiano Salerno | Christian Meier  | Team Garmin-Sharp |
| Einduitslag | Daniel Martin       | Cristiano Salerno | Christian Meier  | Team Garmin-Sharp |

## Etappe-uitslagen

### 1e etappe
De eerste etappe begon en eindigde in Calella en had een afstand van 159,3 kilometer. Het peloton bleef lange tijd bij elkaar tot op achttien kilometer van de streep door de Brit Bradley Wiggins een groep met klassementsrenners afstand deed van het peloton in de afdaling van de laatste klim. Van deze groep was de Belg Gianni Meersman de snelste voor de Italiaan Valerio Agnoli en de Spanjaard Alejandro Valverde. De Nederlander Robert Gesink werd zevende. De rest van het peloton kwam binnen op een achterstand van een halve minuut.
De Belg Gianni Meersman is door de winst en de daarbij behorende bonificatieseconden nu de leider van het algemeen klassement. Hij wordt op vier seconden gevolgd door de Italiaan Valerio Agnoli en op de derde plek staat de Spanjaard Alejandro Valverde op zes seconden. De beste Nederlander is Robert Gesink. Hij staat op de zevende plaats met tien seconden achterstand.
Het puntenklassement wordt na de eerste etappe aangevoerd door de Canadees Christian Meier en rode trui voor het bergklassement is in het bezit van de Italiaan Cristiano Salerno. Bij het ploegenklassement leidt de Britse formatie Sky ProCycling.

#### Tijden
| Calella - Calella (159,3 km) |                    |                        |          |
| Plaats                       | Naam               | Ploeg                  | Tijd     |
| Winnaar                      | Gianni Meersman    | Omega Pharma-Quickstep | 3u55'56" |
| 2                            | Valerio Agnoli     | Astana Pro Team        | z.t.     |
| 3                            | Alejandro Valverde | Team Movistar          | z.t.     |
| 4                            | Daniel Martin      | Team Garmin-Sharp      | z.t.     |
| 5                            | Danilo Wyss        | BMC Racing Team        | z.t.     |
| 6                            | Bradley Wiggins    | Sky ProCycling         | z.t.     |
| 7                            | Robert Gesink      | Blanco Pro Cycling     | z.t.     |
| 8                            | Joaquim Rodríguez  | Team Katjoesja         | z.t.     |
| 9                            | Michele Scarponi   | Lampre-Merida          | z.t.     |
| 10                           | David López García | Sky ProCycling         | z.t.     |

| Algemeen klassement na 1e etappe |                    |                        |          |
| Plaats                           | Naam               | Ploeg                  | Tijd     |
|                                  | Gianni Meersman    | Omega Pharma-Quickstep | 3u55'46" |
| 2                                | Valerio Agnoli     | Astana Pro Team        | + 4"     |
| 3                                | Alejandro Valverde | Team Movistar          | + 6"     |
| 4                                | Daniel Martin      | Team Garmin-Sharp      | + 10"    |
| 5                                | Danilo Wyss        | BMC Racing Team        | z.t.     |
| 6                                | Bradley Wiggins    | Sky ProCycling         | z.t.     |
| 7                                | Robert Gesink      | Blanco Pro Cycling     | z.t.     |
| 8                                | Joaquim Rodríguez  | Team Katjoesja         | z.t.     |
| 9                                | Michele Scarponi   | Lampre-Merida          | z.t.     |
| 10                               | David López García | Sky ProCycling         | z.t.     |

| Puntenklassement na 1e etappe |                   |                             |        |
| Plaats                        | Naam              | Ploeg                       | Punten |
| Witte trui                    | Christian Meier   | Orica-GreenEdge             | 6      |
| 2                             | Cristiano Salerno | Cannondale Pro Cycling Team | 4      |
| 3                             | Thomas De Gendt   | Vacansoleil-DCM             | 1      |

| Bergklassement na 1e etappe |                   |                             |        |
| Plaats                      | Naam              | Ploeg                       | Punten |
| Rode trui                   | Cristiano Salerno | Cannondale Pro Cycling Team | 34     |
| 2                           | Christian Meier   | Orica-GreenEdge             | 24     |
| 3                           | François Parisien | Argos-Shimano               | 10     |

| Ploegenklassement na 1e etappe |                |           |
| Plaats                         | Ploeg          | Tijd      |
|                                | Sky ProCycling | 11u47'48" |
| 2                              | Lampre-Merida  | + 28"     |
| 3                              | Team Movistar  | z.t.      |

### 2e etappe
De derde etappe bracht het peloton van Girona naar Banyoles over een afstand van 160,7 kilometer. De Belg Olivier Kaisen, de Canadees Christian Meier en de Fransman Christophe Laborie waren de kopgroep van de etappe. Zij werden echter op ruim twintig kilometer voor de streep weer teruggepakt door het peloton. Vervolgens was in de eindspurt de Belg Gianni Meersman wederom de snelste. Hij won voor de Italiaan Daniele Ratto en de Australiër Brett Lancaster, die respectievelijk tweede en derde werden.
Door de winst in de etappe pakte de Belg Gianni Meersman nogmaals tien bonificatieseconden. Hij gaat nu aan de leiding in het algemeen klassement gevolgd door de Italiaan Valerio Agnoli. Op de derde plaats staat de Spanjaard Alejandro Valverde. De beste Nederlander staat op de vijfde plaats. Dit is Robert Gesink, hij heeft een achterstand van twintig seconden.
Door de vlucht van de Canadees Christian Meier wist hij zijn positie in het puntenklassement vast te houden. In het bergklassement gaat ook nog altijd de Italiaan Cristiano Salerno aan de leiding. Het klassement voor de ploegen wordt aangevoerd door het Britse Sky ProCycling.

#### Tijden
| Girona - Banyoles (160,7 km) |                    |                             |          |
| Plaats                       | Naam               | Ploeg                       | Tijd     |
| Winnaar                      | Gianni Meersman    | Omega Pharma-Quickstep      | 3u48'10" |
| 2                            | Daniele Ratto      | Cannondale Pro Cycling Team | z.t.     |
| 3                            | Brett Lancaster    | Orica-GreenEdge             | z.t.     |
| 4                            | Samuel Dumoulin    | AG2R-La Mondiale            | z.t.     |
| 5                            | Robert Wagner      | Blanco Pro Cycling          | z.t.     |
| 6                            | Julien Simon       | Sojasun                     | z.t.     |
| 7                            | Maurits Lammertink | Vacansoleil-DCM             | z.t.     |
| 8                            | Laurent Pichon     | FDJ                         | z.t.     |
| 9                            | Danilo Wyss        | BMC Racing Team             | z.t.     |
| 10                           | Manuele Mori       | Lampre-Merida               | z.t.     |

| Algemeen klassement na 2e etappe |                    |                        |          |
| Plaats                           | Naam               | Ploeg                  | Tijd     |
|                                  | Gianni Meersman    | Omega Pharma-Quickstep | 7u43'36" |
| 2                                | Valerio Agnoli     | Astana Pro Team        | + 14"    |
| 3                                | Alejandro Valverde | Team Movistar          | + 16"    |
| 4                                | Danilo Wyss        | BMC Racing Team        | + 20"    |
| 5                                | Robert Gesink      | Blanco Pro Cycling     | z.t.     |
| 6                                | Dario Cataldo      | Sky ProCycling         | z.t.     |
| 7                                | David López García | Sky ProCycling         | z.t.     |
| 8                                | Bradley Wiggins    | Sky ProCycling         | z.t.     |
| 9                                | José Herrada       | Team Movistar          | z.t.     |
| 10                               | Daniel Martin      | Team Garmin-Sharp      | z.t.     |

| Puntenklassement na 2e etappe |                    |                             |        |
| Plaats                        | Naam               | Ploeg                       | Punten |
| Witte trui                    | Christian Meier    | Orica-GreenEdge             | 12     |
| 2                             | Cristiano Salerno  | Cannondale Pro Cycling Team | 4      |
| 3                             | Christophe Laborie | Sojasun                     | 4      |
|                               |                    |                             |        |
| 4                             | Olivier Kaisen     | Lotto-Belisol               | 2      |

| Bergklassement na 2e etappe |                   |                             |        |
| Plaats                      | Naam              | Ploeg                       | Punten |
| Rode trui                   | Cristiano Salerno | Cannondale Pro Cycling Team | 35     |
| 2                           | Christian Meier   | Orica-GreenEdge             | 26     |
| 3                           | François Parisien | Argos-Shimano               | 10     |
|                             |                   |                             |        |
| 5                           | Julien Vermote    | Omega Pharma-Quickstep      | 7      |

| Ploegenklassement na 2e etappe |                |           |
| Plaats                         | Ploeg          | Tijd      |
|                                | Sky ProCycling | 11u47'48" |
| 2                              | Lampre-Merida  | + 28"     |
| 3                              | Team Movistar  | z.t.      |

### 3e etappe
De derde bergetappe bracht het peloton van Vidreres naar de top van Vallter 2000 over een afstand van 180,1 kilometer. Een groep van vier renners vormde de kopgroep, maar alle renners werden al teruggepakt voor de slotklim echt begon. Nadat de laatste vluchter, de Fransman Nicolas Edet, was teruggepakt kwamen er verschillende aanvallen van onder andere de Brit Bradley Wiggins en de Belg Jurgen Van den Broeck. Deze aanvallen zorgde ervoor dat de groep met leiders uitdunde. Uiteindelijk was het de Colombiaan Nairo Quintana die de sterkste benen had. Hij wist als eerste over de streep te komen voor de Spanjaarden Alejandro Valverde en Joaquim Rodríguez, die respectievelijk tweede en derde werden.
De Belg Gianni Meersman moest zijn leidende positie in het algemeen klassement afstaan na veel tijdverlies op de slotklim. De Spanjaard Alejandro Valverde, die al goed genoteerd stond, nam de trui over van de Belg. Hij staat nu op de eerste plaats met op vier seconden de Brit Bradley Wiggins en de Spanjaard Joaquim Rodríguez. De Nederlander Robert Gesink staat met een achterstand van 26 seconden op de zevende plaats en is daarmee de best geklasseerde Nederlander. De beste Belg is Jurgen Van den Broeck, die met een achterstand van 54 seconden op de 21e plaats staat.
De leidende posities in de nevenklassementen zijn niet veranderd in de derde etappe. De Canadees Christian Meier gaat nog altijd aan de leiding in het puntenklassement en de Italiaan Cristiano Salerno voert ook het bergklassement nog aan. In het ploegenklassement is het nog steeds de Britse Sky ProCycling formatie die leidt.

#### Tijden
| Vidreres - Vallter 2000 (180,1 km) |                       |                    |          |
| Plaats                             | Naam                  | Ploeg              | Tijd     |
| Winnaar                            | Nairo Quintana        | Team Movistar      | 5u01'14" |
| 2                                  | Alejandro Valverde    | Team Movistar      | z.t.     |
| 3                                  | Joaquim Rodríguez     | Team Katjoesja     | z.t.     |
| 4                                  | Bradley Wiggins       | Sky ProCycling     | z.t.     |
| 5                                  | Thibaut Pinot         | FDJ                | + 3"     |
| 6                                  | Peter Stetina         | Team Garmin-Sharp  | z.t.     |
| 7                                  | Michele Scarponi      | Lampre-Merida      | z.t.     |
| 8                                  | Przemysław Niemiec    | Lampre-Merida      | z.t.     |
| 9                                  | Rigoberto Urán        | Sky ProCycling     | z.t.     |
| 10                                 | Domenico Pozzovivo    | AG2R-La Mondiale   | + 15"    |
|                                    |                       |                    |          |
| 17                                 | Jurgen Van den Broeck | Lotto-Belisol      | + 26"    |
| 18                                 | Robert Gesink         | Blanco Pro Cycling | z.t.     |

| Algemeen klassement na 3e etappe |                       |                    |           |
| Plaats                           | Naam                  | Ploeg              | Tijd      |
|                                  | Alejandro Valverde    | Team Movistar      | 12u45'24" |
| 2                                | Bradley Wiggins       | Sky ProCycling     | + 4"      |
| 3                                | Joaquim Rodríguez     | Team Katjoesja     | z.t.      |
| 4                                | Michele Scarponi      | Lampre-Merida      | + 7"      |
| 5                                | Przemysław Niemiec    | Lampre-Merida      | z.t.      |
| 6                                | Nairo Quintana        | Team Movistar      | + 22"     |
| 7                                | Robert Gesink         | Blanco Pro Cycling | + 26"     |
| 8                                | David López García    | Sky ProCycling     | z.t.      |
| 9                                | Daniel Martin         | Team Garmin-Sharp  | z.t.      |
| 10                               | Peter Stetina         | Team Garmin-Sharp  | + 31"     |
|                                  |                       |                    |           |
| 21                               | Jurgen Van den Broeck | Lotto-Belisol      | + 54"     |

| Puntenklassement na 3e etappe |                 |                             |        |
| Plaats                        | Naam            | Ploeg                       | Punten |
| Witte trui                    | Christian Meier | Orica-GreenEdge             | 12     |
| 2                             | Lucas Haedo     | Cannondale Pro Cycling Team | 4      |
| 3                             | Nicolas Edet    | Cofidis                     | 4      |
|                               |                 |                             |        |
| 7                             | Olivier Kaisen  | Lotto-Belisol               | 2      |

| Bergklassement na 3e etappe |                   |                             |        |
| Plaats                      | Naam              | Ploeg                       | Punten |
| Rode trui                   | Cristiano Salerno | Cannondale Pro Cycling Team | 47     |
| 2                           | Nairo Quintana    | Team Movistar               | 31     |
| 3                           | Karol Domagalski  | Caja Rural                  | 28     |
|                             |                   |                             |        |
| 12                          | Julien Vermote    | Omega Pharma-Quickstep      | 7      |

| Ploegenklassement na 3e etappe |                |           |
| Plaats                         | Ploeg          | Tijd      |
|                                | Sky ProCycling | 38u17'05" |
| 2                              | Lampre-Merida  | + 31"     |
| 3                              | Team Movistar  | + 46"     |

### 4e etappe
De koninginnenrit voerde het peloton van Llanars naar het skioord Port Ainé over een afstand van 217,7 kilometer. De zwaarste rit van deze editie begon pas op de laatste klim waar de Ier Daniel Martin vanuit een kopgroep van 25 man wegsprong. Hij werd vervolgens niet meer bijgehaald en kon solo naar de finish rijden. In de achtergrond kwam de eerste aanval van de Nederlander Robert Gesink maar hij werd nog voorbijgegaan door de Spanjaard Joaquim Rodríguez en de Colombiaan Nairo Quintana die respectievelijk op de tweede en derde plek eindigde. Ook de Belg Jurgen Van den Broeck ging de Gesink nog voorbij.
De leider in het algemeen klassement kwam ongeveer halverwege de etappe ten val en moest de strijd staken. Vervolgens wist de Ier Daniel Martin door zijn solo-overwinning de leidende positie in het algemeen klassement in handen te krijgen. Op de tweede plaats wordt hij gevolgd door de Spanjaard Joaquim Rodríguez en op de derde plaats staat de Colombiaan Nairo Quintana. De beste Nederlander is nog steeds Robert Gesink. Gesink staat zesde op 51 seconden van Martin. De beste Belg is Jurgen Van den Broeck. Hij staat met een achterstand van één minuut en vijftien seconden op de tiende plek.
In het bergklassement en het puntenklassement zijn weinig verschuivingen geweest. De Canadees Christian Meier gaat nog altijd aan de leiding in het puntenklassement. De Italiaan Cristiano Salerno heeft zijn voorsprong in het bergklassement zelfs vergroot. Het ploegenklassement is wel op de schop gegaan. Zowel de nummer één als de nummers twee en drie zijn uit de top drie verdwenen na de vierde etappe. De nieuwe leider hierin is het Amerikaanse Team Garmin-Sharp. Zij worden gevolgd door het Russische Team Katjoesja en de Luxemburgse RadioShack-Leopard formatie.

#### Tijden
| Llanars - Port Ainé (217,7 km) |                       |                    |          |
| Plaats                         | Naam                  | Ploeg              | Tijd     |
| Winnaar                        | Daniel Martin         | Team Garmin-Sharp  | 6u02'40" |
| 2                              | Joaquim Rodríguez     | Team Katjoesja     | + 36"    |
| 3                              | Nairo Quintana        | Team Movistar      | z.t.     |
| 4                              | Jurgen Van den Broeck | Lotto-Belisol      | + 47"    |
| 5                              | Robert Gesink         | Blanco Pro Cycling | + 51"    |
| 6                              | Bradley Wiggins       | Sky ProCycling     | + 1'02"  |
| 7                              | Peter Stetina         | Team Garmin-Sharp  | z.t.     |
| 8                              | Michele Scarponi      | Lampre-Merida      | z.t.     |
| 9                              | Tom Danielson         | Team Garmin-Sharp  | z.t.     |
| 10                             | Thibaut Pinot         | FDJ                | + 1'08"  |

| Algemeen klassement na 4e etappe |                       |                    |           |
| Plaats                           | Naam                  | Ploeg              | Tijd      |
|                                  | Daniel Martin         | Team Garmin-Sharp  | 18u48'38" |
| 2                                | Joaquim Rodríguez     | Team Katjoesja     | + 10"     |
| 3                                | Nairo Quintana        | Team Movistar      | + 32"     |
| 4                                | Bradley Wiggins       | Sky ProCycling     | + 36"     |
| 5                                | Michele Scarponi      | Lampre-Merida      | + 39"     |
| 6                                | Robert Gesink         | Blanco Pro Cycling | + 51"     |
| 7                                | Przemysław Niemiec    | Lampre-Merida      | + 1'00"   |
| 8                                | Peter Stetina         | Team Garmin-Sharp  | + 1'07"   |
| 9                                | Thibaut Pinot         | FDJ                | + 1'13"   |
| 10                               | Jurgen Van den Broeck | Lotto-Belisol      | + 1'15"   |

| Puntenklassement na 4e etappe |                 |                             |        |
| Plaats                        | Naam            | Ploeg                       | Punten |
| Witte trui                    | Christian Meier | Orica-GreenEdge             | 12     |
| 2                             | Nicolas Roche   | Team Saxo-Tinkoff           | 5      |
| 3                             | Lucas Haedo     | Cannondale Pro Cycling Team | 4      |
|                               |                 |                             |        |
| 10                            | Olivier Kaisen  | Lotto-Belisol               | 2      |

| Bergklassement na 4e etappe |                   |                             |        |
| Plaats                      | Naam              | Ploeg                       | Punten |
| Rode trui                   | Cristiano Salerno | Cannondale Pro Cycling Team | 104    |
| 2                           | Nairo Quintana    | Team Movistar               | 51     |
| 3                           | Joaquim Rodríguez | Team Katjoesja              | 45     |
|                             |                   |                             |        |
| 15                          | Julien Vermote    | Omega Pharma-Quickstep      | 7      |

| Ploegenklassement na 4e etappe |                    |           |
| Plaats                         | Ploeg              | Tijd      |
|                                | Team Garmin-Sharp  | 56u28'24" |
| 2                              | Team Katjoesja     | + 2'19"   |
| 3                              | RadioShack-Leopard | + 6'46"   |

### 5e etappe
François Parisien won deze etappe.

### 6e etappe
Simon Gerrans won deze etappe.

### 7e etappe
Thomas De Gendt won deze etappe.
1911 · 1912 · 1913 · 1914-1919 · 1920 · 1921-1922 · 1923 · 1924 · 1925 · 1926 · 1927 · 1928 · 1929 · 1930 · 1931 · 1932 · 1933 · 1934 · 1935 · 1936 · 1937 · 1938 · 1939 · 1940 · 1941 · 1942 · 1943 · 1944 · 1945 · 1946 · 1947 · 1948 · 1949 · 1950 · 1951 · 1952 · 1953 · 1954 · 1955 · 1956 · 1957 · 1958 · 1959 · 1960 · 1961 · 1962 · 1963 · 1964 · 1965 · 1966 · 1967 · 1968 · 1969 · 1970 · 1971 · 1972 · 1973 · 1974 · 1975 · 1976 · 1977 · 1978 · 1979 · 1980 · 1981 · 1982 · 1983 · 1984 · 1985 · 1986 · 1987 · 1988 · 1989 · 1990 · 1991 · 1992 · 1993 · 1994 · 1995 · 1996 · 1997 · 1998 · 1999 · 2000 · 2001 · 2002 · 2003 · 2004 · 2005 · 2006 · 2007 · 2008 · 2009 · 2010 · 2011 · 2012 · 2013 · 2014 · 2015 · 2016 · 2017 · 2018 · 2019 · 2020 · 2021 · 2022 · 2023 · 2024
 Tour Down Under · 
 Parijs-Nice · 
 Tirreno-Adriatico · 
 Milaan-San Remo · 
 Ronde van Catalonië · 
 E3 Harelbeke · 
 Gent-Wevelgem · 
 Ronde van Vlaanderen · 
 Ronde van het Baskenland · 
 Parijs-Roubaix · 
 Amstel Gold Race · 
 Waalse Pijl · 
 Luik-Bastenaken-Luik · 
 Ronde van Romandië · 
 Ronde van Italië · 
 Critérium du Dauphiné · 
 Ronde van Zwitserland · 
 Ronde van Frankrijk · 
 Clásica San Sebastián · 
 Ronde van Polen · 
  Eneco Tour · 
 Ronde van Spanje · 
 Vattenfall Cyclassics · 
 GP Ouest France-Plouay · 
 Grote Prijs van Quebec · 
 Grote Prijs van Montreal · 
 UCI Ploegentijdrit · 
 Ronde van Lombardije · 
 Ronde van Peking